# Воронина, Александра Андреевна
Алекса́ндра Андре́евна Воро́нина (позже Ю́рьева; 20 августа 1905 года, Севастополь, Российская империя — 1 октября 1993 года, Санта-Клара (Калифорния), США) — писательница и первая жена норвежского фашиста Видкуна Квислинга, лидера политической партии Nasjonal Samling (Национальное единение), сотрудничавшей с немецкими оккупационными силами в Норвегии во время Второй мировой войны.

## Биография
Александра Андреевна Воронина родилась в Севастополе в семье врача Андрея Сергеевича Воронина. Семья была зажиточной, поскольку имела значительные доходы от нефти. Когде ей было около трёх лет, семья переехала в Ялту. В начале Первой мировой войны в 1914 году семья переехала в Харьков. Там Александра посещала Харьковскую балетную школу и была направлена в женскую гимназию имени Л. В. Домбровской, в то время престижной школы-интерната для детей дворянства. Ко времени революции 1917 года способ жизни семьи пришёл в упадок, когда их слуги сбежали, а комнаты в их особняке конфисковали, они вернулись в Крым на некоторый период, пока мать Александры рассматривала Францию или Румынию как страну эмиграции.
Воронина вышла замуж за Видкуна Квислинга на следующий день после того, когда ей исполнилось 17 лет. В 1923 году Квислинг вернулся в Харьков, где в то время жила Воронина, после короткой поездки домой в Норвегию со своей женой. Когда он вернулся в Харьков, он вторично женился на Марии Васильевне Пасечниковой, впоследствии Марии Квислинг, несмотря на то, что не получал официального развода с Ворониной. Когда все трое вернулись в Норвегию, Воронину назвали «приёмной дочкой» Видкуна Квислинга вместо его жены, как это было раньше. Воронина утверждала, что они расстались в 1924 году, но нет документов, подтверждающих это. После этого она навсегда покинула Норвегию и поехала во Францию и в конце концов в Соединённые Штаты Америки, где провела остаток своей жизни.
Позже Александра Андреевна написала книгу воспоминаний о своей жизни с Видкуном Квислингом.